# 藏北早熟禾
藏北早熟禾（学名：Poa borealitibetica），为禾本科早熟禾属下的一个植物种。